# Cuiabá Esporte Clube
El Cuiabá Esporte Clube és un club de futbol brasiler de la ciutat de Cuiabá a l'estat de Mato Grosso.

## Història
El club va ser fundat el 10 de desembre de 2001, pel futbolista retirat Gaúcho. Es proclamà campió estatal els anys 2003 i 2004. Una greu crisi financera portà a tancar la secció de futbol el 2006. L'any 2009 reobrí la secció de futbol, competint a la Segona Divisió estatal. El 2010 guanyà la Copa Governador do Mato Grosso, derrotant l'Operário de Várzea Grande 2-0 i 3-1 a la final. Els següents anys guanyà el campionat matogrossense els anys 2011, 2013 i 2014.

## Palmarès
- Campionat matogrossense:
  - 2003, 2004, 2011, 2013, 2014, 2015, 2017, 2018, 2019, 2021, 2022, 2023, 2024

- Copa Federação Matogrossense de Futebol:
  - 2010, 2016

## Estadi
El Cuiabá Esporte Clube juga els seus partits a l'Estadi Presidente Eurico Gaspar Dutra, conegut com a Dutrinha. L'estadi té una capacitat per a 3.500 espectadors. Amb anterioritat jugà a l'estadi Verdão, amb capacitat per a 47.000 persones.